# Phêrô Nguyễn Văn Nhơn
Phêrô kardinál Nguyễn Văn Nhơn (* 1. dubna 1938, Da Lat) je vietnamský římskokatolický kněz a arcibiskup Hanoje.

## Život
Narodil se v hluboce věřící katolické rodině. Dne 26. října 1949 vstoupil do menšího semináře svatého Josefa v Saigonu. V letech 1958 až 1968 studoval ve vyšším semináři svatého Pia X. v Da Latu. Na kněze byl vysvěcen 21. prosince 1967 biskupem Simonem Hoà Nguyễnem Văn Hiềnem pro diecézi Da Lat. Po vysvěcení byl profesorem menšího semináře v Da Latu. V letech 1972 až 1975 sloužil jako generální ředitel semináře Minh Hòa Ðà Lạt.
Dne 1. dubna 1975 se stal farářem katedrály v Da Latu. Dne 10. září téhož roku se stal zástupcem diecéze Da Lat.
Dne 11. října 1991 byl jmenován biskupem koadjutorem diecéze Da Lat. Biskupské svěcení přijal 3. prosince 1991 z rukou biskupa Barthélémy Nguyêna Son Lâma a spolusvětiteli byli biskup Paul Nguyên Van Hòa a biskup Nicolas Huynh Van Nghi. Po rezignaci biskupa Barthélémy Nguyễna Sơn Lâma dne 23. března 1994 nastoupil do funkce diecézního biskupa Da Latu. V letech 2007 až 2013 byl předsedou Vietnamské biskupské konference.
Dne 22. dubna 2010 byl jmenován arcibiskupem koadjutorem arcidiecéze Hanoj. Dne 13. května 2010 po rezignaci arcibiskupa Josepha Ngô Quanga Kiệta nastoupil do funkce metropolitního arcibiskupa Hanoje.
Dne 14. února 2015 jej papež František na konzistoři jmenoval kardinálem s titulem kardinál-kněz ze San Tommaso Apostolo.